# Ramon Vilà i Ferrer
Ramon Vilà i Ferrer (Granollers, Vallès Oriental, 3 de setembre de 1912 – 2 de gener de 2003) fou un músic de cobla i compositor de sardanes.
Va començar a estudiar música amb el seu pare, Joan Vilà i Ayats, abans d'accedir a l'Escola de Música de Granollers per estudiar piano amb Aureli Font i al Conservatori Municipal de Música de Barcelona, on va fer els estudis superiors, estudiant harmonia amb Enric Morera. Quan tenia 14 anys va ingressar com a tible a la cobla La Principal de Granollers, i més tard a la cobla orquestra Pla-Pey fins a la guerra civil. Després va tocar amb la Catalònia de Granollers i amb La Lira de Sant Celoni (1957), on interpretava el trombó o el flabiol. El seu catàleg compositiu, de caràcter molt popular, està compost per més de 250 sardanes i diversos títols de música de ball. Entre aquesta gran producció n'hi figuren algunes que ell anomenava efectistes; són de gran lluïment per a la cobla i per als solistes.